# Rattin Castle
Rattin Castle (irisch Caisleán Raitin) ist die Ruine eines Tower House südwestlich von Kinnegad im irischen County Westmeath. Die Burgruine stammt aus dem 16. Jahrhundert und wurde als Verteidigungspunkt für die Ländereien der Gegend gebaut.
Die Ländereien gehörten ursprünglich Hugh de Lacy und fielen dann an John d’Arcy. Die Niederungsburg blieb bis zur irischen Rebellion 1641 in der Familie und wurde dann an die Krone verwirkt.
Die Autobahn M6 führt heute in der Nähe der Burgruine vorbei; alle vier Seiten des Tower House sind größtenteils noch intakt.